# Las Maestras de la República
Las maestras de la República és una pel·lícula documental espanyola de l'any 2013, dirigida per Pilar Pérez Solano. 

## Argument
Les mestres republicanes van ser unes dones valentes i compromeses que van participar en la conquesta dels drets de les dones i en la modernització de l'educació, basada en els principis de l'escola pública i democràtica. El film rescata la memòria i la rellevància de les mestres que van treballar durant la república i que foren peces clau en la conquesta dels drets de les dones i en la modernització de l'educació. La pel·lícula s'articula a través de la recreació del paper d'una mestra de l'època, la utilització d'imatges d'arxiu i l'entrevista a investigadors i familiars.

## Producció
El documental, com diu el crític Jordi Batlle, “és discret en les seves formes (un tradicional esquema televisiu), però d'innegable interès pel seu contingut”. La història va començar en unes jornades sobre les mestres republicanes a la Biblioteca Nacional de Madrid, organitzades per la Federació de l'Ensenyança-UGT. A la sala, a part de Pilar Pérez Solano, hi havia antics alumnes que recordaven el compromís de les professores, moltes de les quals van anar a presó per defensar l'educació laica, pública i mixta; la universalització de l'educació era un dels pilars de la II República, però aquestes mestres també es van implicar en associacions, sindicats i partits polítics. Com comenta la directora: “A elles se les va sancionar doblement per ser dones. Van lluitar pels valors igualitaris en una escola per a tots, seguint un model que no era el de la dona del nacionalcatolicisme".
Luz Martínez Ten va convidar Pilar Pérez Solano a les jornades i de seguida va veure que calia fer una pel·lícula sobre aquelles heroïnes compromeses repletes de desitjos de transformar la societat. A continuació, Pérez Solano va llegir el llibre i, com ella mateixa diu, allà va descobrir, no sols la força de les mestres, sinó l'entusiasme amb el qual moltes investigadores i investigadors intentaven recuperar la seva memòria, els seus noms, el que va passar realment. Llavors, va venir la fase de documentació i la de les entrevistes. El procés de recopilació de documentació es va fer amb l'ajuda desinteressada de la gent i d'organtizacions com la Filmoteca de València o la Fundació Alcalà Zamora. Segons comenta la directora, al principi només volien fer un documental de vint minuts, ja que no disposaven de massa recursos, però a mesura que augmentava el coneixement del tema, el projecte també va anar creixent paral·lelament. Per trencar amb el documental convencional, van posar la figura de la mestra interpretada per Laura de Pedro, que apareix sempre vestida com una mestra de l'època i en un escenari quasi intacte, com és l'Institut Isabel la Catòlica, seu del Instituto Escuela el 1928. Aquesta figura serveix de transició entre els diferents blocs temàtics, tot i que no d'una manera explícita. La història ficcionada de la mestra ve acompanyada per la veu en off que recita textos extrets del llibre Historia de una maestra, de Josefina Aldecoa. La ficció es combina amb la historia de Hilda Farfante, una dona filla de mestres republicans assassinats el 1936, al costat d'altres històries, com la d'Alfonso Vigre, germà de Julia Vigre, que va ser presidenta de FETE-UGT, o Elvira Ontañón, filla de Maria Sánchez Arbós, la mestra de la Institució Lliure d'Ensenyança.

## Context històric
Les mestres republicanes simbolitzen el projecte de transformació social i cultural de la II República. Aquest nou règim, que s'iniciava a la primavera del 1931, va suposar un gran avenç en matèria de drets per a les dones, que van augmentar la seva participació en tots els espais públics i privats. Un dels objectius de la República era garantir el dret social a l'educació. S'havien de crear escoles que alliberessin el país del pes de la ignorància i de la pobresa. El seu model consistia a dur a terme una ensenyança única basada en el principi d'igualtat. Una escola pública obligatòria i gratuïta capaç de garantir la desaparició de diferències entre l'alumnat. Els professors i professores eren les ànimes de l'escola. Es va crear un nou pla de formació en què homes i dones estudiaven junts i en què el claustre de les escoles de magisteri, per primera vegada en la història, també era mixt.
Luz Martínez Ten, directora del projecte FETE-UGT, responsable de la investigació i documentació de la pel·lícula, indica que la carrera de magisteri era una carrera curta, econòmica i amb sortida laboral, que va permetre que les dones poguessin entrar dins el sistema públic de treball. FETE-UGT va destacar que el llegat de les mestres republicanes “és avui en dia un referent de l'educació, ja que les investigacions, assaigs, propostes didàctiques i pedagògiques que ens van deixar són més necessàries que mai per a impulsar un projecte educatiu en la construcció d'un món democràtic. Per això, en els temps tan crítics com els que estem vivint, amb un continu atac a l'educació i a altres drets socials que són fonamentals per al desenvolupament de la nostra democràcia i benestar, tornem sobre els seus passos i recordem aquells moments en què van lluitar per aconseguir majors quotes d'igualtat, solidaritat i justícia". Com indica la directora i guionista del documental, Pilar Pérez Solano: “Eren dones que fumaven, anaven amb metro, eren dones independents que xocaven en aquella època amb el masclisme tradicional (…) a més a més, no depenien dels homes per viure, no necessitaven casar-se, tenien els seus diners." La historiadora Carmen Agulló Díaz, per la seva banda, destaca que es van tallar el cabell i les faldilles, mentre podien escollir ser mares o tenir la seva pròpia vida. Amb l'arribada de la Guerra Civil espanyola, moltes d'aquelles mestres van haver de partir a l'exili, com Maria Sánchez Arbós; d'altres van patir la repressió en silenci, com Julia Vigre (presidenta de FETE).

## Repartiment
- Marta Barriuso (veu en off)
- Laura de Pedro
- Mª del Carmen Agulló Díaz: investigadora
- Hilda Farfante Gayo: familiar
- Carmen García Colmenares: investigadora
- Herminio Lafoz Rabaza: investigador
- Elvira Ontañón Sánchez-Arbós: familiar
- Mª del Mar del Pozo Andrés: investigadora
- Sara Ramos Zamora: investigadora
- Alfonso Vigre García: familiar

## Biofilmografia de la directora
Nascuda a Alacant, es va traslladar a Madrid per estudiar imatge i so en la Facultat de Ciències de la Informació a la Universitat Complutense. Va completar els estudis a l'Escola de Cinema TAI i va realitzar diversos cursos de fotografia i realització de vídeo. Després d'uns anys treballant en producció de cinema de llargmetratges i curtmetratges, el 1993 es va incorporar a l'equip de producció pròpia de Canal+. Com a directora de producció del departament de programes especials i documentals de Canal+ ha produït títols com Lisboa, Faca no Coraçao, premiat en el Festival de Nova York, Poeta en Nueva York, documental sobre la vida de Federico García Lorca a Nova York que va ser nominat als Premis Emmy, programes especials sobre els Oscars (Vivir y morir en las Vegas), especials sobre el món de la publicitat, sobre art (Especiales Feria de Arco), sobre cinema (Auster y Wang), premi del Festival de Nova York, tot el material promocional de les pel·lícules de la productora Sogecine, etc.
Des del 1996 fins al 2001, va ser directora de producció i retransmissió en directe de les gales del Festival Internacional de Cinema de Sant Sebastià. A més a més, produeix una sèrie de reportatges d'actualitat sota el títol Código Plus. L'any 2000, s'incorpora a l'equip Produce+ portant a terme algunes produccions i coproduccions amb les principals productores espanyoles. Alguns dels títols són: Dalí, maestro de sueños, Picasso y sus mujeres (Planeta), Un siglo rojiblanco (Telemadrid), Chavela Vargas (Morena Films), 50 años esperando a Mr. Marshall. 
A partir de l'any 2003, inicia la seva carrera com a directora i realitzadora dins del Grupo Sogecable dirigint diferents formats, documentals i programes.
L'any 2007, abandona Sogecable i crea la seva pròpia productora, TRANSIT Producciones SL, amb la qual desenvolupa projectes propis i realitza projectes d'encàrrec. En el terreny de la ficció, ha realitzat la direcció de producció del llargmetratge Crebinsky, ha produït tv-movies com El jugador i Años perdidos per a TVE. Va posar en marxa la sèrie per a TVE Desaparecida; ha produït per a Telemadrid el documental El dos de mayo, així com la sèrie Suspiros de España' per a Castilla-La Mancha TV. El 2010, va dirigir i produir el documental Murales, seleccionat en SEMINCI i estrenat a Nova York en el programa “Window to Spain”. Col·labora amb el Festival de Cinema de Cuenca, “Mujeres en Dirección.”

## Premis i nominacions
Premis
- 2014: Goya a la millor pel·lícula documental.